# Christian Schlichter (Jurist)
Christian Schlichter (* 6. September 1828 in Wiesbaden; † 1. März 1883 ebenda) war ein deutscher Jurist und Politiker.

## Leben

Christian Schlichter (Mitte) als Heidelberger Rhenane, zwischen Friedrich Dernburg und Eduard Gravelius

Schlichter besuchte das Pädagogium Wiesbaden und das Gymnasium Weilburg und begann 1847 ein Studium der Rechtswissenschaften an der Ruprecht-Karls-Universität Heidelberg. 1848 wurde er zusammen mit seinem späteren Amtsvorgänger als erster Bürgermeister von Wiesbaden Mitglied des Corps Nassovia Heidelberg und gehörte mit ihm 1849 zu den Stiftern des heute noch bestehenden Corps Rhenania Heidelberg. 1858 wurde er Akzessist am Hofgericht Wiesbaden, 1863 herzoglicher Auditeur. 1866 nahm er eine Tätigkeit als Auditeur beim 2. Nassauischen Regiment in Wiesbaden auf und war von 1867 bis 1879 Amtsrichter am Amtsgericht Eltville. Als nationalliberaler Politiker war Schlichter von 1877 bis 1882 für den Wahlkreis Wiesbaden 6 (Oberamt Meisenheim, Rheingaukreis) Mitglied des Preußischen Abgeordnetenhauses. Anschließend war er vom 12. Juli 1882 bis zu seinem Tod Erster Bürgermeister von Wiesbaden. Seine letzte Ruhestätte fand er auf dem Nordfriedhof (Wiesbaden). Eine Straße in Wiesbaden ist nach ihm benannt.
Schlichters Vater war der einflussreiche Postverwalter Christian Schlichter.